# Bosanka (Dubrovnik)
Bosanka falu Horvátországban, Dubrovnik-Neretva megyében. Közigazgatásilag Dubrovnik községhez tartozik.

## Fekvése
Dubrovnik központjától 1 km-re keletre a Dubrovniki tengermelléken, az Adria-parti főúttól északra, a Srđ-hegy délkeleti lejtőin fekszik. A főútról szűk, aszfaltozott út vezet Brgat Gornji irányában, ahonnan egy kis bekötőút vezet a településig.

## Története
A település neve a 14. századból származik, amikor fekvése miatt a Boszniából Raguzába haladó kereskedő karavánok ideális pihenőhelye volt. Az itt élt első ismert nép az illírek voltak, akik az i. e. 2. évezredtől fogva éltek itt magaslatokon épített erődített településeken és kövekből rakott halomsírokba temetkeztek. Két ilyen halomsír található Bosanka határában a Žarkovica nevű településrészen is. Az illírek i. e. 35-ig uralták a térséget, amikor Octavianus hadai végső győzelmet arattak felettük. A Nyugatrómai Birodalom bukása után 493-tól a keleti gótok uralták a területet. 535-ben Dalmáciával együtt a Bizánci Császárság uralma alá került. A horvátok ősei a 7. században érkeztek Dalmáciába és csakhamar megalapították első településeiket. Ezek elsőként a termékeny mező melletti, ivóvízzel rendelkező helyeken alakultak ki. Bosanka első írásos említése 1323-ból származik, amikor a Boszniából érkező karavánok fontos tranzitállomása volt. Stratégiai fekvése a Raguzába északról érkező utasok és szállítmányok ellenőrzése miatt is meghatározó volt. Ezért közvetlen közelében a 19. században a Srđ-hegyen felépítették Imperijal és a Žarkovicán Delgurgue erődjét. Az erődrendszert a raguzaiak által Gornji Brgat felett felépített Tumba erődje egészítette ki.  
A Raguzai Köztársaság bukása után 1806-ban Dalmáciával együtt ez a térség is a köztársaságot legyőző franciák uralma alá került, de Napóleon bukása után 1815-ben a berlini kongresszus Dalmáciával együtt a Habsburgoknak ítélte. 1857-ben 67, 1910-ben 81 lakosa volt. 1918-ban az új szerb-horvát-szlovén állam, majd később Jugoszlávia része lett. A délszláv háború során 1991. október 1-jén kezdődött a jugoszláv hadsereg (JNA) támadása a Dubrovniki tengermellék ellen, majd súlyos harcok után megszállta a települést. A védelmi harcokban kilenc horvát katona esett el. A szerbek a házakat kirabolták, majd felgyújtották. A lakosság elmenekült, így a település 1992. májusáig lényegében lakatlan maradt. A horvát hadsereg a slanoi felszabadító hadművelet során 1992. május 26-án verte ki a JNA egységeit és a szerb szabadcsapatokat a településről és  környékéről. A háború után rögtön elkezdődött az újjáépítés. A településnek 2011-ben 139 lakosa volt, akik főként mezőgazdasággal foglalkoztak, illetve a közeli Dubrovnikban dolgoztak. 

## Népesség
| Lakosság változása | Lakosság változása | Lakosság változása | Lakosság változása | Lakosság változása | Lakosság változása | Lakosság változása | Lakosság változása | Lakosság változása | Lakosság változása | Lakosság változása | Lakosság változása | Lakosság változása | Lakosság változása | Lakosság változása | Lakosság változása |
| ------------------ | ------------------ | ------------------ | ------------------ | ------------------ | ------------------ | ------------------ | ------------------ | ------------------ | ------------------ | ------------------ | ------------------ | ------------------ | ------------------ | ------------------ | ------------------ |
| 1857               | 1869               | 1880               | 1890               | 1900               | 1910               | 1921               | 1931               | 1948               | 1953               | 1961               | 1971               | 1981               | 1991               | 2001               | 2011               |
| 67                 | 0                  | 74                 | 72                 | 72                 | 81                 | 99                 | 0                  | 0                  | 74                 | 80                 | 77                 | 0                  | 0                  | 101                | 139                |

1869-ben, 1921-ben, 1931-ben, 1981 és 1991-ben lakosságát Dubrovnikhoz számították.

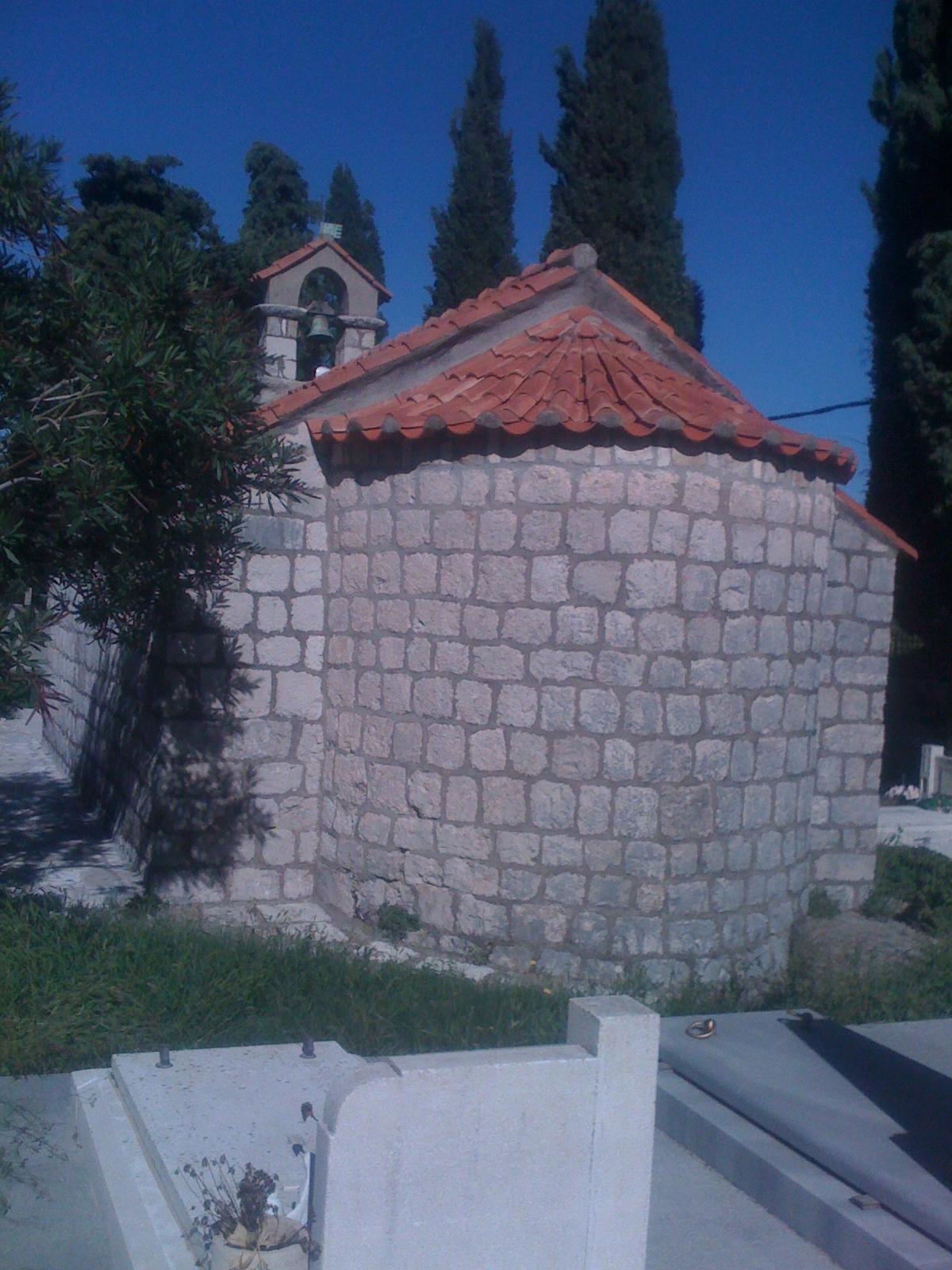
Bosanka Szent Megváltó tiszteletére szentelt temploma

## Nevezetességei
- A Szent Megváltó tiszteletére szentelt temploma[4] a 15./16. században épült. A délszláv háború idején súlyosan megrongálódott, de a háború után újjáépítették. Kőből épült egyhajós épület félköríves apszissal. A homlokzat feletti harangdúcban egy harang látható.

- Védett épület a Donje Selo településrészen álló 18. századi Ruskovina épületegyüttese.[5] A hagyomány szerint az egész kis komplexum a dubrovniki domonkosok tulajdonában volt. A mező szélén álló egykori jó fekvésű épület sokáig vadászházként szolgált. A horvátországi háború idején elpusztult, de nemrégiben újjáépítették.

- Imperijal 19. századi erődje a Srđ-hegyen. Az erődöt a franciák kezdték építeni, miután 1806-ban megszállták a Raguzai Köztársaság területét. Először csak az északi és keleti védőfalak épültek meg. Intenzívebb kiépítése Marmont tábornok nevéhez fűződik. Az építésben a város lakosságán kívül korčulai kőfaragók is közreműködtek. Az erős hamarosan a franciák fő erődítménye lett, ahonnan a város környékét ellenőrizték. A franciák kivonulása után az osztrák hatóságok tovább építették és erősítették. Katonai szerepét 1882-ig töltötte be, ezután elveszítette jelentőségét. 1991-ben a délszláv háború során a kis számú horvát védősereg sikeresen védte a hadsereg támadásaival szemben. A leghevesebb támadást 1991. december 6-án élték át, ekkor az erőd is súlyos károkat szenvedett. Ma Dubrovnik város védelmi harcait bemutató múzeum működik benne. Az erőd területén televíziós erősítő állomás is található.

- Delgorgue 19. századi erődjének maradványai a Žarkovicán. Imperijal erődjével egyidejűleg épült, Delgorgue francia tábornok nevét viseli. A franciák kivonulása után elveszítette jelentőségét, további katonai szerepe nem volt.

## Gazdaság
Lakói főként a közeli Dubrovnikban dolgoztak. A gazdasági fellendülést a turizmustól, főként a Srđ Bosanka golf park felépítésétől remélik.